# Sfânta Fides
Sfânta Fides (n. 290 d.Hr., Agen, Guyenne⁠(d), Regatul Franței – d. 6 octombrie 303 d.Hr., Agen, Guyenne⁠(d), Regatul Franței) a fost o martiră ucisă în orașul Agen din Galia Aquitania, în timpul persecuției creștinilor sub Dioclețian. Cultul ei a fost popular în Franța, Spania și Portugalia, unde este cunoscută ca Santa Fe.